# Staden København
|  | Denne artikel er oprettet af botten PalnaBot ud fra en ekstern database. Den kan derfor have sproglige fejl eller mangler. Denne skabelon kan fjernes efter kontrol af indholdet. |

Staden København er en film instrueret af Ingolf Boisen efter manuskript af H. Steffensen.

## Handling
Havnen, postsække væltes ud: Breve med København, Copenhagen - Christianshavn, hovedbanegården, klip i billet med ordet København, mange tog. Broen går op, cykler over broen, cykler i det indre København, ung pige, ung mand, arbejdende mænd, telefondame central. Fiskekoner på Gl. Strand, rejer, grønttorvet. Tårnene klippet rytmisk til Rådhus uret. Rådhuspladsen, Gl. Torv - lige ved Skindergade. Cyklende mennesker omkring Kgs. Nytorv og Amalienborg. Gråbrødretorv, Nybrogade. Pakhuse. Bryllupsscene fra Københavns Rådhus, det unge par kommer hjem i den ny fine moderne lejlighed, HC Ørstedsværket med verdens største dieselmotor, ungt par kysser hinanden god nat, flotte billeder af lysreklamer og speaker, der taler om forgangne tider og nutidens mørklægning.| Grønttorvet, Kødbyen og derefter Fisketorvet. Cykelbilleder, genbrug fra tidl. film, over bro, indre by. Det nygifte ægtepar: Fru Sørensen skal lave kaffe, Hr Sørensen vågner og plirrer med øjnene - spar på gassen. Fru Sørensen, råder speakeren. Ægteparret Sørensen på vej til kommunen, folkeregistret - speakeren fortæller, at det er grundlaget for rationeringsmærkerne. Skatten betales. PROPAGANDA for velfærdsstaten, her tager en kvindelig speaker over, ren reklame for vuggestuer, skoler, sundhedspleje, billeder af søde børn, der synger morgensang, skoleklasse, der læser højt i kor, svagbørnskoloni, kunstig sol, skolelæger, børn i bad, skolebespisning, tandpleje, drenge i sløjdundervisning, de saver i takt, pigerne syr og laver mad, skolehaver. Så tager den mandlige speaker over igen: kommunale gymnasier, en drengeklasse. Bispebjerg hospital, ambulance, (flere klip, der ligner Bente går til sygeplejen) operationsstuen og kirurgen gøres klar. Det koster 1.20 om dagen at ligge på fællesstue. Det samme som i 1860. De gamle: aldersrenteboliger. Klip fra folkebibliotek. Sporvogne, Tivoli, byens parker. Kronprinseparret med Margrethe på Langelinie, fodboldkamp, Utterslev mose, fuglebilleder fra mosen, Grundtvigskirken, Bellahøj. Kongen kører gennem Rådhuspladsen, massiv folkemængde, kongemærke osv.